# Опатовіна
Опатовіна (пол. Opatowina) — село в Польщі, у гміні Нур Островського повіту Мазовецького воєводства.
У 1975-1998 роках село належало до Ломжинського воєводства.